# チートイーター異世界召喚尽く滅ぶべし
チートイーター異世界召喚尽く滅ぶべし（-いせかいしょうかんことごとくほろぶべし）は赤人義一の漫画作品。竹書房のWebサイト「ストーリアダッシュ」にて連載された。

## 概要
本作は端的に言えば異世界転移・転生の中でも「チートもの」とされるジャンルの変わり種で、チートを悪用して世界を乱す異世界召喚者を倒すことを目的としている。

## あらすじ
来るべき「滅び」から世界を救うべく、女神によって異世界から召喚された者たち。彼らは「チートスキル」と呼ばれる人智を超えた力を与えられ、世界の救世主になるかと思われた。しかしチートスキルという力に魅入られた異世界召喚者（チーター）たちはそれを自らの目的や欲望のために行使するようになり、世界の勢力図を塗り替えてしまう。
数年後、チーターの勢力に攫われた姉を取り戻すために旅に出た少年ジズは、チーターの一人であるガノーが治める街「ゴヴァノン」でボロボロのローブを着た子供を助ける。その晩、ジズは姉の手がかりを探るためにガノーの工房に潜り込むが、そこで見たものはガノーがチートスキルを使い、人間を素材にした魔剣を作り出す光景だった。チーターの非道と姉がその犠牲になった可能性から怒りを見せるジズだったが、ガノーの魔剣の前に成す術もなく捕縛される。そこに昼間の子供が現れ、ガノーの魔剣を一撃で粉砕すると共に成人女性の姿に変身。カイナと名乗った彼女は自らもまた異世界から召喚された者であること、そして自らの使命が「異世界召喚者狩り（チートイーター）」であると明かし、この世界に召喚された全チーターの抹殺を宣言する。

## 登場人物

### カイナ一行
カイナ
本作の主人公である女性。右眼の上に太陽のような傷跡があり、その他全身も古傷だらけの女性。
チーターを倒すべく女神に召喚された最後の異世界召喚者「チートイーター」。
チート能力を一切持たないが、過去に何度も異世界に呼ばれ数えきれないほどの戦いを繰り広げてきた「異世界召喚体質」であり、今回が118742回目。そのためステータスがカンストしており、単なる力比べで他を圧倒する。
本来の姿は20代前半ほどの成人女性だが、召喚された際の術式が不完全であったために子供の姿で召喚されてしまい、本来の姿で戦える時間に制限がある。
チーターに対しては一切の容赦を見せない一方で「世界の形はその世界に産まれた者たちによって決められるべき」という自身の信念から、たとえチーターの部下であっても元々その世界で暮らしている人間に対して自分から攻撃を仕掛けたり助けたりすることはない。
ジズ・ロール
本作のもう一人の主人公である少年。
人狩りに攫われた姉を探すため工匠国首都ゴヴァノンで働いていたが、召喚されたばかりで行き倒れていたカイナと出会い、姉探しとチーター打倒のため同行する。
姉を深く敬愛しているため、自分と同じく「姉を助けようとする弟」であれば、たとえ自分を虐げていた相手の家族でも助けようとするためにカイナからは「損な性格」と評されつつも気に入られている。
武器はかつてガノーが作った魔剣〈生命剣（アライブ）〉。生命力を与えることで自身の身体能力を強化する他、剣の形状を変化させることができる。
ノルニルフォトン
カイナを召喚した「空の女神」。チーターたちを召喚した女神フルトナの後継であり、少女のような姿をしている。
チーターたちに力を封じられていたが、カイナたちの介入で意識を取り戻し一行のナビゲーター役となる。
ホノカ・サクラ
#異世界召喚者:ホノカ・サクラを参照。

### 異世界召喚者
女神によって異世界から召喚され、チートスキルを与えられた八人。それぞれが独自の思惑で動いているが、フミヤによってチーターギルド「エリュシオン」が結成され、互いに不可侵の盟約を結んでいる。
フミヤ・フジミヤ
「天命の王（マスターオーダー）」の異名を持つチーター。大陸中央の「ロディニア連邦」を治める。エリュシオンのギルドマスターであると共に、全世界に情報網を持つ「冒険者ギルド」のギルドマスターも兼任する。
理知的な風貌の人物だが、元の世界では暴力団員だったために背中には和彫りが彫られている。
性格は享楽的かつ計算高く、自由に生きたいという理由で大国だったノッドガルドを武力と技術独占によって衰退させ、世界の混乱のきっかけを作った。
ガノーの死とチートイーターの出現を受けて他のチーターを召集して協力関係を結び、リュートとホノカにチートイーター討伐を依頼するが、リュートの敗北とホノカの離反を予期していたなど、真意の見えない行動を取る。
チートスキル：技巧神天眼目録（スキルメイカー）
ガノー・アズマ
「鍛冶の王（マスターブラックスミス）」の異名を持つチーターで、本作の最初の敵役。工匠国首都であるゴヴァノンの領主。
自らの力と才能を世界に誇示したいという自己顕示欲に溢れており、自らが作り出す革新的な武具の「素材」として多くの人間を犠牲にした上に魔剣の力で蹂躙される人間を見て歓喜するなど、チートスキルという力に溺れている様子が見られる。
元の世界では町工場の経営者だったが、自らの作り出す工業製品が世間に受け入れられず、工場が閉鎖された末に作中世界に召喚された。
召喚された直後のカイナと交戦した際は自らのチートスキルで生み出した武具に絶対の自信を持ち、カイナを終始見下していたものの、自らの武器がカイナの素の力に通じないと知ると一気に形勢が逆転。チートスキルで一方的に敵を倒すはずが逆に自分が一方的に追いつめられるとカイナを「卑怯」と罵り、他のチーターが黙っていないと命乞いを始めるが、一切聞き入れられずに頭を打ち抜かれて消滅した。
チートスキル：工匠神の御手（トバルカインズハンド）
リュート・アソラ
「獣魔の王（マスターテイマー）」の異名を持つチーター。大陸北東部の「大森林ミュルクビズ」を治める。
粗暴で好戦的な性格の大男であり、配下の魔獣や獣人には信頼を寄せる一方で、異世界に召喚される前から人間嫌いであったために多くの人間を魔獣が生きるためのエサにしている。
元の世界では動物愛護団体のメンバーであり、人間の事情で弄ばれる動物を救う活動をしていた。しかし団体は次第にテロまがいの活動にも手を染めるようになり、世間から「過激派」の誹りを受けたことでますます人間不信を強めていく。更には団体の仲間も動物の命よりも自分たちの利益を優先していたことを知り、世界に失望。仲間たちを皆殺しにしてアジトに火を放ったところを異世界に召喚された。
「賢者の塔」でホノカと共にカイナを追い詰めるも、街ごとカイナにトドメを刺そうとしたことでホノカの離反を招き、カイナを取り逃がしてしまう。その後は近隣の住民たちをエサにエネルギーを蓄えた魔獣たちの身体をチートスキルで自らの身体に投影し、異形の姿となって再度カイナに挑むも、カイナの肉体の前に攻撃も防御も通じずに敗北。動物たちを救う資格を得るために肉体を変化させたことで「人間をやめた」と自称していたが、自身にトドメを刺そうとするカイナを「人殺し」と罵ったことで、彼女からは「どんなに取り繕ってもテメエは人間という枠からは出られなかったな」と吐き捨てられて消滅した。
チートスキル：神獣御使いの咆哮（ケルヌンノス・ロア）
ホノカ・サクラ
「魔術の王（マスターマギア）」の異名を持つチーター。大陸北東部の「賢者の塔」の領主。
露出度の高い魔女のような恰好の女性で、カイナからは「エロ女」と呼ばれている。チーターの中では良心的な人物であり、領民に高いレベルの衣食住を提供して家族同然に接しているために配下からも慕われている。
自分たちの欲望のために異世界人を犠牲にする他のチーターのことは快く思っていないが、チーターの中では最後に召喚されたことと自身の気弱な性格のためにチーター内での立場が弱く、クリスタルに封印された女神の護衛を押し付けられていた。
元の世界では孤独を抱える女子学生であり、自らの居場所を求めてコスプレイヤーとして活動して居場所を作っていったが、フェミニストの市民活動家だった母親にコスプレ活動を罵倒された上に個人情報を晒されてしまう。その結果通っていた学校では好奇の視線と嫉妬によるいじめを受けることになる。更には街で乱暴目的の男に追い回され、逃げ回った末に川に転落したところを異世界に召喚された。
当初はチーターの一人としてカイナと戦うも、リュートの暴虐に対して激怒し反旗を翻したことでチーター側からも狙われる立場となる。リュート戦後、カイナに殺されそうになるも、ホノカが作り上げた街とその住民たちの平和な姿を見ていたジズがホノカの助命を懇願したことや、ノルニルへのチートスキルの返還を受け入れたことでカイナの標的から外れ、チートスキル返還を成すまでカイナたちに同行することになる。
チートスキル：魔術神の天啓（ヘカティアル・オラクル）
ハイジ・ウンゼン
「死教の王（マスターオブデッド）」の異名を持つチーター。大陸南部の「バルバロイ教導国」を治める。
三つの髑髏を模した面と四本の腕を持つ異様な姿の人物であり、八人の中では最初に異世界に召喚された。
「最も救われない者だけを救う」という自らの思想、「最弱者救済論法（ハイジロゴイ）」の確立を目的とするが、その中身は「最も救われる優先度の低い弱者男性が恵まれた者に対して思うがままに復讐を行うことで自らの心を救う」という歪んだものである。
元の世界では弱者救済を掲げるNPO団体の代表であり、過剰防衛とはいえ殺人を犯したアザフミを不起訴にするほどの権力を持っていた。活動家として優れた手腕を持ち、世間の支持を集めると共に団体を大きくしていったが、その思想を危険視した政府に秘密裏に殺し屋を送られ、重傷を負ったところを異世界に召喚された。
異世界でチートスキルを得た後は元の世界からアザフミを転生させ、彼と共にチートスキルを使って貴族に虐げられた貧民の男たちを救いつつ、彼らに貴族への復讐を行わせることで自身の思想に傾倒させていった。しかし、後から異世界に召喚されたフミヤにその思想と力を危険視されて対立。結果的にはジンと組んだフミヤに敗れ、ハイジという存在自体をスキルに変換され、チートスキルごとアザフミに賦与されて実体を持たない存在となってフミヤの管理下に置かれる。
アザフミがカイナに敗れて破壊された直後、チートスキルがノルニルに返還される直前に自分とチートスキルを切り離して幽鬼（レイス）として再構成するも、チートスキルを失いアンデッドになったことで自分の思想のために犠牲になった人間たちの怨霊に捕まり、救いの道を拒否された上で殺害された。
チートスキル：常世現世螺鈿曼荼羅（マーラ・ネザー）
トモエ・ヒウチノ
「錬金の王（マスターアルケミスト）」の異名を持つチーター。ストレートヘアの女性だが、帽子の下の頭に角のような器官を持つ。
直情的かつプライドが高い性格で、他のチーターとの衝突が絶えない。
シンラ・ミタケ
「妖精の王（マスターオベロン）」の異名を持つチーター。トンガリヘアーの少年のような姿で、耳はエルフのように尖っている。
会議中でも愛人を侍らせるほどの女好き。
チートスキル：天欲愛我天上独晩餐（カーマ・ファナティカ）
知性体に対する絶対的な友好感情操作のチート。
ジン・カムサカ
額から両目にかけて傷痕が残る青年で、ノルニル曰く「最強のチーター」。その評価通り、召喚されたばかりの頃にフミヤと手を組んでハイジを倒している。普段はフミヤの依頼を受けて魔族の国「アバドン」で活動している。
チーターの中でも気分屋な性格であり、普段は感情の起伏が少ないが、自分の心が動く相手の前では饒舌になる。カイナのことは「自分が大きな感情を抱ける強くてイイ女」と評しており、友達になってお互いの心情や信念を理解した上で殺し合いたいと考えているが、彼女からは自身の欲望や目的のために他のチーターを裏切ろうとしたり、世界の法則を捻じ曲げようとする姿勢を激しく嫌悪されている。
巨人の国にて配下の魔族と共にカイナを襲撃し、致命傷を負うごとにチートスキルを使い続けてカイナにダメージを与えられるほどにレベルを上げるが、ベヒモスの介入により戦闘を中断。滅びに対抗するために魔族を統率する存在、『魔王』に自らがなると宣言する。
チートスキル：闘神継戦器（アレス・アライズ）

### ロディニア連邦
フレイヤ・“プレイ”ロール
ジズの姉。本業はシスターだが剣術や学問にも優れ、村人たちから尊敬を集めると共に弟であるジズからも深く敬愛されていた。規律を遵守する生真面目な性格だが、私欲のために子供を弄ぶ輩には強い怒りを見せ、集団のルールよりも自らのルールを優先する。
人狩り部隊に攫われた後はフミヤに秘書として取り立てられ、実務面で彼をサポートする。しかしあくまで自らを金で買い戻すために従っているだけであり、フミヤのことは心底嫌っている。
フミヤの指令によりオルグズド公国に派遣されて斥候隊に加わるが、ノッドガルド側についたジズと敵同士の関係で再会してしまう。

### ノッドガルド皇国
リオンリード・ウル・ララ・ノッドガルド
ノッドガルドの現皇帝。通称「リオン」。ジズと同世代の少年だが、衰退した国を立て直す決意と国を背負う覚悟を備えている。
チーター打倒のための勢力を興すために国を訪れたカイナたちを詐欺師と見なして一度は剣を向けるも、ホノカによって魔術を利用した食料製造のノウハウを得て、国民の笑顔を取り戻したことにより考えを改める。ジズとは「姉を取り戻す」という目的が一致していることもあって身分を超えた友情を育み、憎まれ口を叩きあいながらも信頼している。
ブロッカン・ウル・ティグ・ノッドガルド
先代皇帝であり、リオンの祖父。在位中に異世界からチーターが襲来し、たった三人相手に王宮まで攻め込まれた上に無条件降伏を迫られる。国を守るためにこれを拒否するも、チーターたちによって周辺国の技術や武装が発達した上に国内の環境が悪化し、国の衰退を目の当たりにしたことで病に倒れ、リオンに皇位を譲る。
エスレア救出後、「蘇生（リザレクション）」の魔術の代償として自らの命を捧げることを選び、リオンら次世代に国の未来を託し、この世を去った。
エスレア
ノッドガルド皇女であり、リオンの姉。本編の５年前に国を守るために人質としてバルバロイ教導国に出向く。
リオンらが救出に向かった際にはハイジの使徒たちから５年もの間凄惨な拷問を受け続けた結果、両手両足と両目を失った瀕死の状態だったが、ホノカの「蘇生」の魔術とブロッカンの犠牲により傷は全快した。
モルグマ
ノッドガルドの宮廷魔術師でリオンの参謀役。仮面とローブを着用したいかにも怪しげな出で立ちだが、リオンへの忠誠心は高く、適切な助言を行う。

### 獣魔戦士団
アルガス
リュート配下の獣魔戦士団の団長で、ライオンのような頭部をもつ獣人の男。当初はリュートに反発していたが、彼によって悲惨な境遇から救われ、自分たちが牙を持つ意味を教えられたことで忠誠を誓う。
配下の魔獣たちと共に「賢者の塔」に侵攻し、自身はホノカ対策としてユニークスキル「完全魔術耐性（アンチ・マジック）」を授けられるも、ホノカの機転によって呼吸を封じられたところをジズに切り伏せられて敗北。魔術耐性を解除して回復魔術を受け入れるように迫られるも、リュートへの忠誠心からこれを拒否。「もっとリュートと夢を見たかった」と言い残して死亡した。
リュミエール
リュートの側近の女性。リュート敗北後は「賢者の塔」に捕縛される。

### バルバロイ教導国
アザフミ・スギノ
ハイジが元の世界にいた頃からの部下で、第一の使徒。元はブラック企業で劣悪な労働環境に耐える日々を送る会社員だったが、電車内でチンピラに暴行を受けたことで抑えていた怒りが爆発して相手を刺殺してしまったところをハイジに救われ、部下となる。
ハイジが撃たれた現場に居合わせたことで彼も射殺されるが、ハイジのチートスキルによって異世界にてアンデッドとして転生し、共に活動する。しかしハイジがジンに敗れ、ハイジ共々チートスキルという概念そのものになって実体を持たない存在となり、表向きは「ハイジ」として行動するようになる。
チーター討伐とエスレア救出のために乗り込んできたカイナ一行をワープクリスタルで分散させ、自身はダンジョン内にてカイナと対峙する。実体を持たないためにカイナの攻撃が通じない状態で一方的に攻め立てるが、カイナの繰り出した「開闢拳」によって世界に開いた穴に吸い込まれそうになり、実体を構築せざるを得なくなる。辛うじて頭を構築したところで力尽き、最後はカイナに頭を踏み抜かれて死亡。チートスキルもノルニルに返還された。
オーケンヌ
ハイジの第二使徒。表向きは孤児院を運営する穏やかな人物だが、実際は自身を虐げてきた貴族や商人の子供たちをあえて手厚く保護した後に仲間と共に拷問することで幸福から絶望に突き落とされる様を見て楽しむ醜悪な本性の持ち主。「最弱者救済論法」に傾倒しており、貴族や権力者を苦しめることで自身が救われると信じている。ハイジによってアンデッドに転生したことで過去の英雄のスキルを行使できる。
エスレア救出に乗り込んできたジズ・リオンと交戦し、多彩なスキルを使いこなして戦いを有利に進めるも、皇帝であるリオンを苦しめることにこだわりすぎた隙をジズに突かれて敗北し、消滅した。
カイ
ハイジの第五使徒。元はノッドガルドの兵士だったが、チーターとの戦いで重傷を負ったことで祖国に見捨てられたところをハイジに救われ配下となる。
エスレア救出のために「時間停止」の魔術を行使し続けるホノカと戦うも、彼女の戦法を深読みし過ぎたために対アンデッド魔術を発動されてしまい、敗北した。
ピグラス
ハイジの使徒の一人。使徒という立場をいいことに暴虐の限りを尽くしていたが、カイナたちに手も足も出ずに敗北、捕縛された。

### オルグズド公国
バラン・オルグズド
オルグズド公国の王。かつてはノッドガルドの将軍だったが、チーターの襲来に際して真っ先に寝返り、チーターにノッドガルド内部の情報と技術を売る見返りに支援を受けてオルグズド公国を興す。
自らの欲のために祖国を裏切った卑怯者としてリオンからは憎まれているが、バランの欲とは「興国の祖として後世に名を遺す」という王としての承認欲求であり、建国から数年足らずにも関わらず国内情勢を安定させるなど、為政者として非凡な能力を持つ。
ブロッカンの死後、領土拡大のためにノッドガルドに宣戦布告し、二週間後の侵攻を予告する。
レザボア・アルゴー
バランの側近を務める大鎌使いの女性。リオン捕縛を目的とした斥候隊に監視役として同行する。
ノエル・ミスティリオン
斥候隊のリーダー格。子供のような外見だが、「大賢者」として世に広く名が知られる人物。フレイヤに対して「多くの宿業を背負うことになる」と意味深な発言を残す。
ヴァニラ・カップ
仮面を着けたバニーガールのような恰好の女性。ホノカに負けず劣らずのグラマラスな体型で、本人もホノカの身体に興味を持つ。
ゴーダ・マダリス
長髪で眼鏡をかけた陰気な男性。その性格に反して肉体は鍛え上げられており、徒手空拳でジズを圧倒する。
バヌー・バレット
ハイジの使徒だった男。ハイジの死後、オルグズド公国に雇われて斥候隊に加わる。他の使徒同様、「最弱者救済論法」に染まっており、任務にかこつけたリオンやエスレアを拷問して自らの心を満たそうと企むも、私欲で子供の命を奪おうとしたことでフレイヤの怒りを買い、ノッドガルドから脱出する最中に斬殺された。

### その他
フルトナ
ノルニルの前代の女神。世界を滅びから救うべく異世界から召喚した八人にチートスキルを授けるも、フミヤら五人のチーターに襲撃されて行方不明となる。

## 用語
異世界召喚者
異世界（現実の地球と同様な世界）からやってきて女神に特別な能力（チート）を与えられた存在。本作で描かれる主な問題となる存在。
異世界召喚者全体を通して悪と言えるわけではないが異世界召喚者の多くがチートに溺れて思うがままに行動して本作で様々な死者が出るなどの悲劇が起きている。
異世界召喚者と作中では記載されているが、召喚した人間ではなく召喚された人間のことを指している。
ノッドガルド皇国
チーターの勢力に囲まれる位置に存在する国。かつては世界最大の強国だったが、チーターの襲来を受け武力をもって応戦するも敗北。その後はチーターによる技術独占や環境の悪化により急速に衰退し、見せしめとして滅亡寸前の状態で生かされている。
最弱者救済論法（ハイジロゴイ）
チ ーターの一人、「死教の王」ハイジ・ウンゼンが作中世界で広めている思想。「最も救われぬ者こそ救われるべき」とする教えだが、その実態は「最も救われる優先度が低い者」である貧民の男たちが恵まれた者たちへの復讐を行うことで自分自身の心を救うというものであり、思想に染まったハイジの信徒たちにより多くの貴族とその家族が犠牲になっている。
魔王
本作における魔王とは単なる地位や称号ではなく、魔族という種が存続の危機に陥った際に世界のシステムによって産み出される存在であるとされる。そのため本来は人間や異世界人が魔王になることはない。

## 書誌情報
- 赤人義一『チートイーター異世界召喚尽く滅ぶべし』竹書房 〈バンブーコミックス〉、既刊6巻
  1. 2022年2月28日発売 ISBN 978-4-8019-7567-5
  2. 2022年10月6日発売 ISBN 978-4-8019-7860-7
  3. 2023年7月6日発売 ISBN 978-4-8019-8089-1
  4. 2024年4月6日発売 ISBN 978-4-8019-8290-1
  5. 2025年2月6日発売
  6. 2025年5月7日発売